# Power BI
Power BI — комплексное программное обеспечение бизнес-анализа (BI) компании Microsoft, объединяющее несколько программных продуктов, имеющих общий технологический и визуальный дизайн, соединителей (шлюзов), а также web-сервисов. Power BI относится к классу self-service BI, и BI с резидентным вычислением (англ. in-memory computing). Является частью единой платформы Microsoft Power Platform.
Ключевой и самый первый продукт линейки — Power BI Desktop состоит из трёх интегрированных компонентов, имеющих каждый свой интерфейс:
- Power Query (редактор запросов) — выполняет загрузку и очистку данных (ETL);
- PowerPivot (наборы данных и модели данных) — интерфейс работы с табличными данными в оперативной памяти где выполняются запросы к данным, агрегация, расчёты и т. п.;
- Power View — подсистема визуализации и построения отчётов (Reporting).

## Основные продукты
- Power BI Desktop — локальная однопользовательская версия, ключевой продукт линейки для платформы Windows. Под понятием «Power BI» часто подразумевают именно Desktop;
- Power BI Services — SaaS приложение, доступно только через web;
- Power BI Embedded — специальная редакция сервисов Power BI в Azure (PaaS), ориентированная на разработчиков ПО, желающих использовать BI в собственных программных продуктах;
- Power BI Mobile — мобильные версии приложения, выпускаемые для различных платформ (Android, iOS) (web/on-premise);
- Power BI Report Server — локальный (on-premise) сервер отчётов, интегрированный с web-порталом;
- Шлюзы PBI — обеспечивают доступ web-приложений, например, Power BI Services к локальным данным без необходимости ручного обновления[2].

## Технологические особенности
Технологической основой Power BI является разработанный для Microsoft SQL Server в 2010 году движок xVelocity (ранее Vertipaq), обеспечивающий поколоночное сжатие данных и вычисления в оперативной памяти. Этот подход обеспечивает улучшенную работу с агрегатными функциями по сравнению с OLTP-системами, что является наиболее существенной частью функциональности BI-систем. Фактически это реализовано через встраивание автономного компонента Microsoft Analysis Services, который использует тот же движок.
Другой особенностью Power BI является открытый интерфейс для подключения различных визуализаций. То есть, кроме стандартного набора бизнес-графики «из коробки», возможно либо подключить визуализацию собственной разработки, либо разработанную сторонними разработчиками. На сайте приложений Microsoft. доступна библиотека из значительного количества бесплатных визуализаций, расширяющих стандартные возможности Power BI по отображению информации.

## Локализация

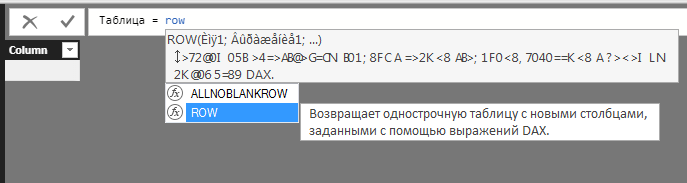
Испорченная кодировка в справке Power BI Desktop

Интерфейс Power BI локализован для нескольких языков, включая русский. Функции встроенных языков запросов в среде разработки — DAX и Power Query не локализованы и пишутся всегда на английском, но имеют локализованную контекстную справку. Локализованные версии Power BI Desktop и Power BI Services имеют возможность переключения языка интерфейса с локализации на английский и обратно.

## Лицензирование
У Power BI существует несколько видов лицензирования, но для использования даже бесплатных версий желательно наличие корпоративной учётной записи в Microsoft. То есть для этого нельзя использовать учётную запись, использующую почтовый адрес на бесплатном почтовом сервисе (типа @gmail.com, @mail.ru, @yandex.ru и т. п.).
| Продукт                | Лицензии                              | Вид и тип лицензии              |
| ---------------------- | ------------------------------------- | ------------------------------- |
| Power BI Desktop       | бесплатно                             | -                               |
| Power BI Services      | бесплатно /платно (Pro, Premium)      | на пользователя / тарифный план |
| Power BI Embedded      | платно                                | тарифный план                   |
| Power BI Mobile        | бесплатно                             |                                 |
| Power BI Report Server | платно                                | тарифный план / подписка        |
| Power BI Gateway       | в рамках лицензии на основной продукт |                                 |

## История
В начале 2015 года был выпущен первый продукт линейки Power BI — Power BI Designer в котором были интегрированы все «Power»-компоненты, входившие в виде дополнений или иным образом интегрированные с Excel — PowerPivot, Power Query, Power View и Power Maps. Программа позволяла автоматизировать подключение источников данных при помощи Power Query, создавать непротиворечивую модель данных с помощью PowerPivot и графически визуализировать данные с помощью библиотеки визуализаций, которые были в Power View (гистограммы, круговые, точечные, каскадные диаграммы, и пр.) и Power Maps (географические карты). Причём табличные представления Power BI имеют некоторые отличия от привычных сводных таблиц Excel. В конце 2015 года этот интегрированный продукт сменил название на Power BI Desktop, под которым он известен в настоящее время.
Первоначально Power BI позиционировался как web-ориентированный продукт, основой которого должен являться Power BI Services, включённый в экосистему Microsoft Azure. То есть прежде всего был ориентирован или на единичных аналитиков-исследователей данных работающих только в Power BI Desktop или на небольшие и средние предприятия, не имеющие собственной развитой ИТ-инфраструктуры и использующие Power BI Services. Однако в дальнейшем, в первой половине 2017 года, была выпущена отдельная редакция Power BI Report Server и специализированная версия Power BI Desktop RS, которые позволяли создавать и публиковать разработанные BI-отчёты внутри локального периметра безопасности компании (on-premise). При этом была утеряна часть функциональности первоначального продукта (например, функция краткой аналитики, доступ к Кортана, доступ к онлайн картам и др.).